# Urban Cowboy
Unter Urban Cowboy wird eine Modeströmung der Country-Musik verstanden, die Anfang der 1980er Jahre für hohe Verkaufszahlen sorgte.

## Die Situation Ende der 1970er Jahre
In den siebziger Jahren entwickelte sich die Country-Musik Nashviller Prägung zunehmend in Richtung Mainstream. Gleichzeitig verstärkten sich urbane Einflüsse, und es gab eine Annäherung an die Rock-Musik.
All diese Trends griff der 1980 entstandene Film Urban Cowboy auf. Hauptdarsteller John Travolta spielte einen jungen Cowboy, den es nach Houston verschlagen hatte. Seine Abende verbringt er in einer Honky-Tonk-Bar riesigen Ausmaßes, deren Hauptattraktion ein mechanischer Bulle ist. Neben seiner Partnerin Debra Winger wirkten mehrere Country-Stars mit, unter anderem Bonnie Raitt, Mickey Gilley und die Charlie Daniels Band. Der Film war zumindest in den USA außerordentlich erfolgreich.

## Höhenflug der Country-Musik 1980–1983
Urban Cowboy bewirkte in den USA und – in etwas geringeren Maße weltweit – wieder ein stark ansteigendes Interesse an der Country-Musik. Zahlreiche Stars schafften den Crossover in den Pop-Markt. Dolly Parton, Barbara Mandrell oder Kenny Rogers eroberten die vorderen Plätze der Pop-Hitparaden. 
Der Trend hielt einige Jahre an, dann betrat eine neue Generation von Künstlern wie Michael Jackson oder Madonna die Pop-Szene und die Verkaufszahlen gaben nach, blieben aber auf einem höheren Level als vor der Urban-Cowboy-Welle. Ab Mitte der 1980er Jahre leiteten die neuen Traditionalisten einen weiteren, sehr viel stärkeren und anhaltenderen Höhenflug der Country-Musik ein.

## Stars der Urban-Cowboy-Periode
- Dolly Parton
- Charlie Daniels Band
- Kenny Rogers
- Barbara Mandrell
- Mickey Gilley
- Johnny Lee
- Bonnie Raitt

## Alben
- Urban Cowboy Soundtrack
- Urban Cowboy 2 Soundtrack